# Turnera rupestris
Espèce
Classification phylogénétique
Synonymes
Selon GBIF (10 mai 2022) :
- Turnera arupestris Aubl.

Turnera rupestris est une espèce de plantes à fleurs de la famille des Passifloraceae (anciennement des Turneraceae). C'est un arbrisseau endémique des Guyanes, protégé en Guyane française, qui fut partiellement menacé de disparition par la mise en eau du barrage de Petit-Saut dans les années 1990.

## Statut
Turnera rupestris Aublet. est inscrite sur la liste des espèces végétales protégées, et a le statut d'espèce déterminante ZNIEFF en Guyane.

## Description
Turnera rupestris est un arbrisseau haut de 50 à 200 cm, à rameaux poilus-jaunâtres devenant glabrescents avec l'âge.
Les feuilles rassemblées au sommet des rameaux, mesurant 5-9 cm sur 1-2 cm, sont sub-sessiles, de forme linéaires-lancéolées aiguës aux extrémités, avec de petites dents espacées, dépourvues de glandes, pubescentes devenant glabres. La nervure médiane est saillante. Les nervures secondaires sont unies en nervure marginale. Les stipules sont petites.
Les fleurs sont axillaires solitaires sessiles ou presque, avec des bractéoles pubescentes.
Le calice est extérieurement sub-glabre.
Les pétales sont jaunes.
Les filets sont poilus.
L'ovaire est glabre lisse 3-6-ovulé.
Les styles sont pubescents.
Le fruit est une capsule globuleuse penta-tuberculée, de 2 mm de diamètre,.

### Variétés
Turnera rupestris comprend deux variétés reconnues :
- Turnera rupestris var. frutescens (Aubl.) Urb., 1883[7] est un arbuste haut de 0,5-2,5 m, à branches cylindriques, finement striées, couvertes de poils jaunes, puis glabrescentes. Les feuilles sont brièvement pedonculés, à pétiole long de 2-3 mm, à limbe lancéolé, acuminé, large de 1-2 cm, avec bractées arrondies à subulées, longues de 1-3 mm, et des fleurs sessiles longues de 1 cm. Les graines sont pubérulentes[2],[6].
- Turnera rupestris Aubl. var. rupestris est un arbrisseau de hauteur inférieure à 1 m (20-80 cm), à tiges ligneuses très ramifiées, et à racine pivotante. Les feuilles sont sessiles à subsessiles avec des pétioles long de moins de 1,5 mm, le limbe lineaire à sommet aigu, large de moins d'1 cm. Les bractées sont subulées, longues de 3-4 mm. La fleur est brièvement pédonculée (< 1 cm)[2].

## Répartition
- Turnera rupestris var. frutescens est présent au Guyana, au Suriname et en Guyane[6] ;
- Turnera rupestris var. rupestris est endémique du bassin inférieur du Sinnamary (Guyane)[2], mais possiblement aussi du Guyana et du Suriname[8].

## Écologie
- Turnera rupestris var. frutescens affectionne les sous-bois clair, sur sol très humifère, souvent dans les forêts basses des inselbergs, mais également dans des zones marécageuses en bordure de crique ;
- Turnera rupestris var. rupestris est ripicole et rupicole : elle pousse sous un léger ombrage, dans une ambiance humide presque permanente du fait de la nébulosité créée par les rapides voisins. On la rencontre en effet à proximité immédiate des cours d'eau, sur les berges rocheuses, s'enracinant la plupart du temps dans les fissures des rochers des sauts, à moins de 2 m du niveau des eaux permanentes. Soumise aux des crues plusieurs foie par an, elle résiste à une submersion de courte durée et à des courants forts. Si quelques pieds se développent aussi sur un substrat sableux grossier de faible épaisseur, leurs racines plongent dans les anfractuosités des rochers sous-jacents.

## Menace de disparition
Turnera rupestris var. rupestris, variété rare et endémique fut particulièrement affectée par la mise en eau du barrage de Petit-Saut.
Une partie de sa population fut préservée dans la Réserve naturelle nationale de la Trinité, crée à cette époque.
En complément, il était recommandé à l'époque de la mise en eau du barrage : 
- de sauvegarder les dernières stations en aval du barrage (Crique Grégoire et Saut Kerrenroch) ;
- de l'introduire sur d'autres fleuves guyanais ;
- de déplacer les populations ennoyées plus en amont du barrage si des stations adéquates sont découvertes ;
- de la mettre en culture dans des conservatoires botaniques.

## Protologues
En 1775, le botaniste Aublet propose le protologue suivant pour Turnera rupestris Aubl. var. rupestris :

« TURNERA (rupeſtris). foliis linearibus, ſerratis. {TABULA 113. Fig. 1.)

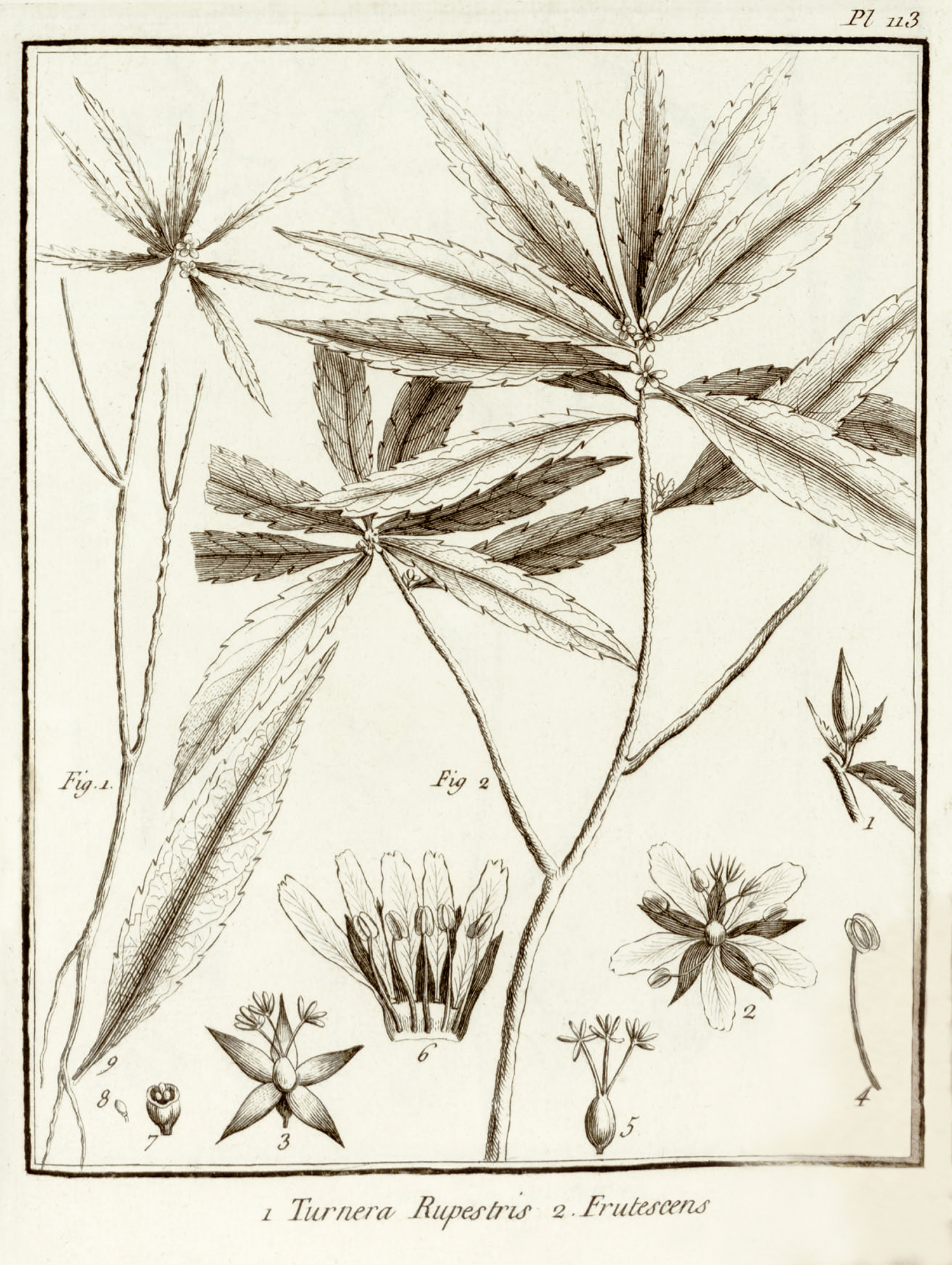
Turnera rupestris var. rupestris (Fig. 1) et Turnera rupestris var. frutescens (Fig. 2) par Aublet (1775)
Planche 113 : On a groſſi toutes les parties de la fleur qui eſt fort petite, & qui eſt repréſentée ſur les rameaux de grandeur naturelle. - 1. Bouton de fleur. - 2. Fleur épanouie. - 3. Calice. Pisſtil - 4. Étamine. - 5. Ovaire. Styles. Stigmates. - 6. Calice ouvert. Pétales. Étamines. - 7. Capſule coupée en travers. - 8. Semence. - 9. Feuille de grandeur naturelle.

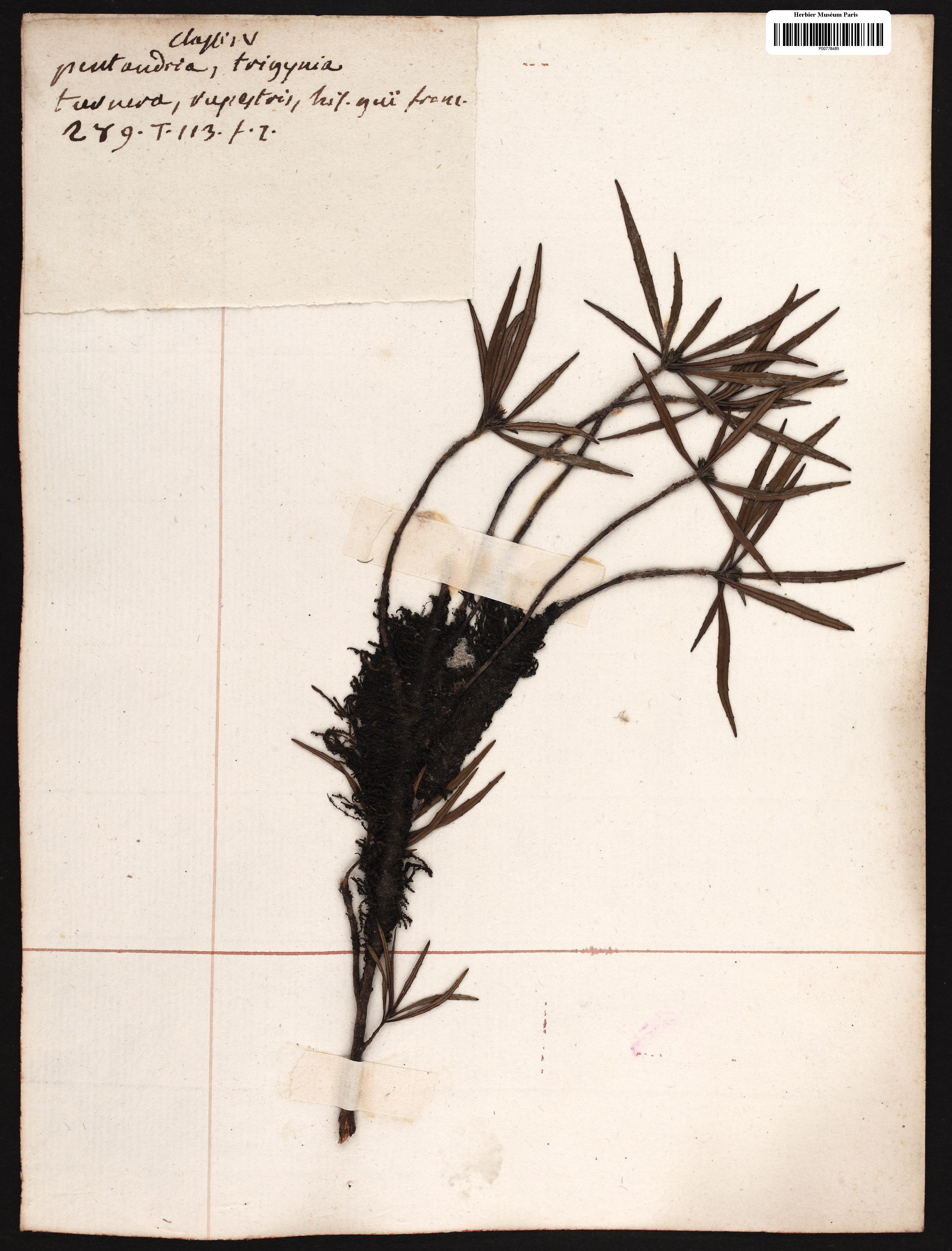
Holotype de Turnera rupestris var. rupestris Aubl., 1775 collecté par Aublet en Guyane.

Fruticulus tripedalis, caule & ramis lignoſis. Folia alterna ; ſeſſilia, anguſta, oblonga, denticulata, acuta. Flores exigui, lutei, axillares, ſolitarii.

LA TURNERE des rochers. (Planches 113.)
Les racines de cet arbrisseau ſont branchues & ligneuſes. Ses tiges ſont branchues, rameuſes, ligneuſes, grêles, caſſantes, hautes d'environ trois pieds. Les rameaux ſont garnis de feuilles feuilles, alternes, longues, étroites, vertes, finement dentelées, & aiguës. elles ſont repréſentées de grandeur naturelle.
Les fleurs naiſſent ſolitaires à l'aiſſelle des feuilles, ſur un court pédoncule garni de deux petites feuilles écartées l'une de l'autre.
Le calice eſt d'une ſeule pièce, jaunâtre, diviſé profondément en cinq parties aiguës.
La corolle eſt à cinq pétales attaches par un onglet au calice au deſſous de ſes divisions : ils ſont jaunes, oblongs, échancrés à leur bord ſupérieur.
Les filets des étamines ſont jaunes, longs ; ils portent chacun une anthère mobile, à deux bourſes ſéparées par un ſillon.
Le piſtil eſt un ovaire ovoïde, ſurmonté de trois styles jaunes, terminés chacun par cinq ou ſix stigmates longs, grêles & jaunes.
L'ovaire devient une capsule ſèche, à trois côtes arrondies, qui s'ouvre en trois valves, & contient trois semences.
J'ai trouvé ce petit arbriſſeau dans les fentes humides des rochers des grands ſauts de Sinémari. Il étoit en fleur & en fruit dans le mois de Novembre. »

— Fusée-Aublet, 1775.
En 1775, Aublet propose le protologue suivant pour Turnera rupestris var. frutescens (Aubl.) Urb., 1883 :

« TURNERA (fruteſcens). foliis lanceolatis, ſerratis. (Tabula 113. Fig. 2.).

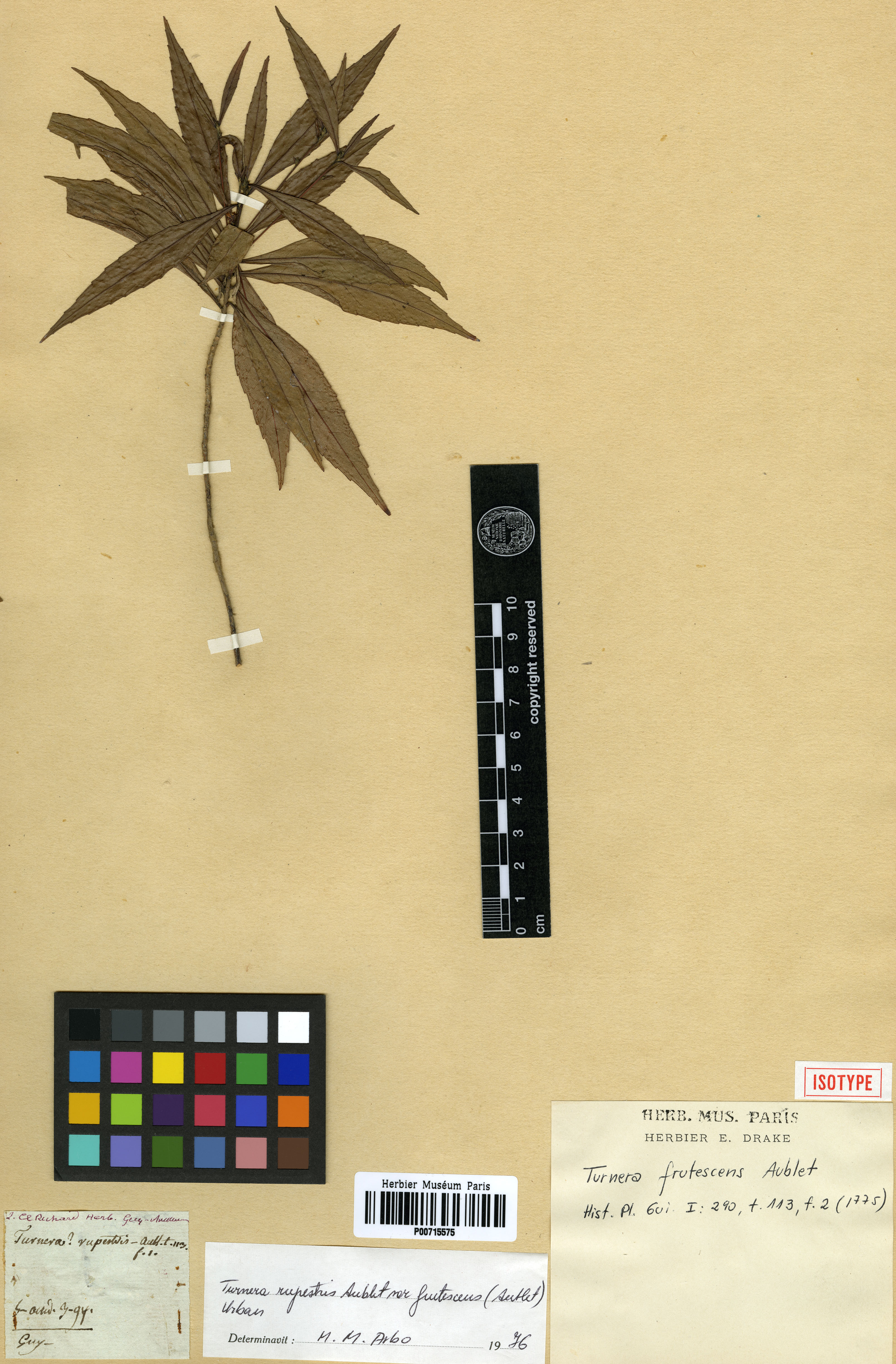
Isotype de Turnera rupestris var. frutescens (Aubl.) Urb., 1883 collecté par Aublet en Guyane.

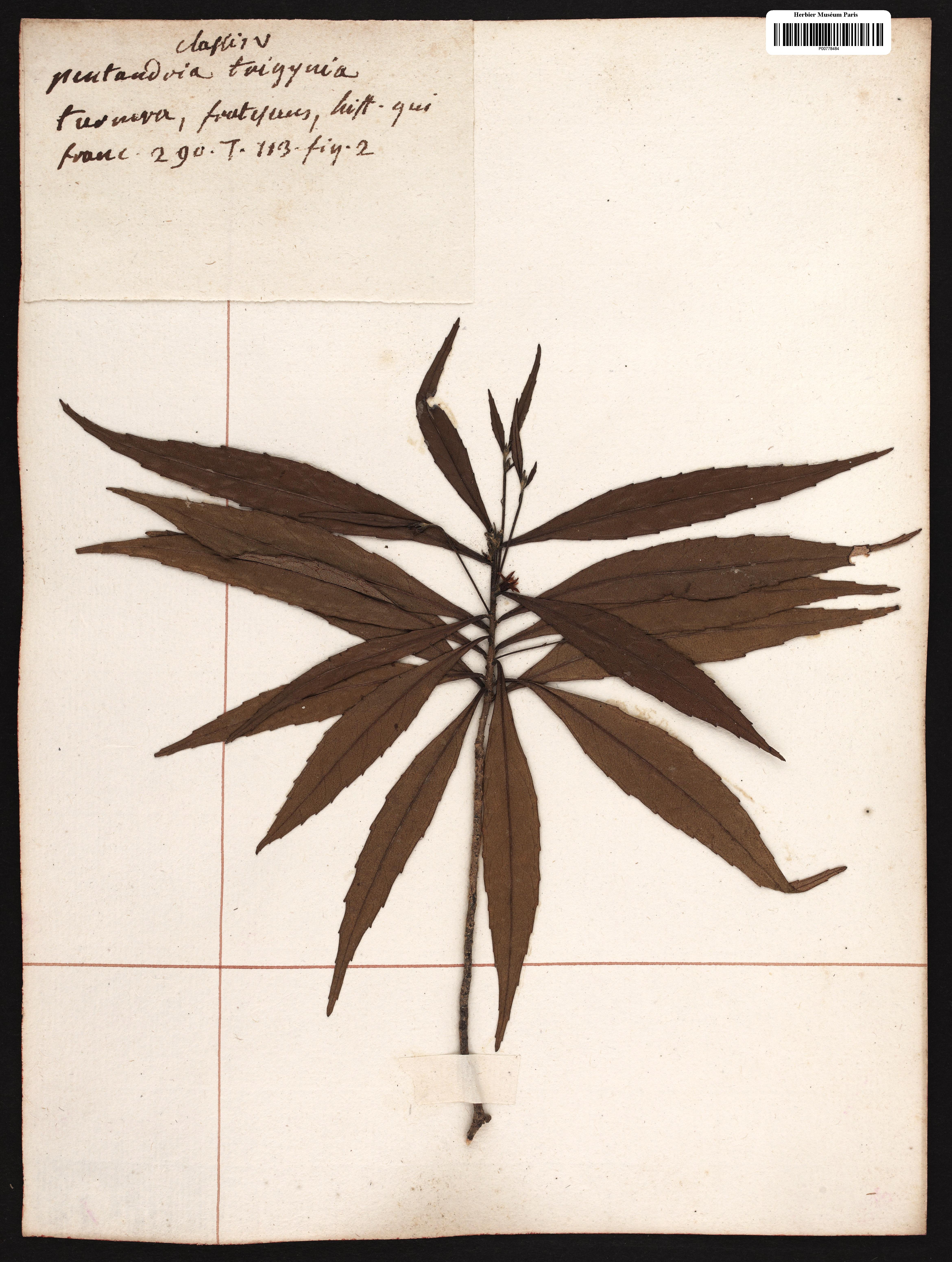
Holotype de Turnera rupestris var. frutescens (Aubl.) Urb., 1883 collecté par Aublet en Guyane.

Frutex octo-pedalis ; caule & ramis lignoſis. Folia alterna, ſubſeſſilia, lanceolata, acuta, denticulata, e luteo virentia, flores axillares, lutei, exigui, ſolitarii.
Florebant Decembri.
Habitant in fiſſuris rupium, ad ripas fluvii Sinémarienſis.
Nomen Caribæum NOPOTOGOMOTI.
LA TURNERE de Sinémari.  (Planches 113.)
Cet autre arbriſſeau diffère du précédent en ce qu'il s'élève à ſept ou huit pieds, que ſon tronc a par le bas trois pouces de diamètre, que ſes feuilles ſont plus longues, plus larges, & d'un vert jaunâtre. 
II croît ſur des rochers qui bordent la rivière de Sinémari au deſſus du grand ſaut.
Ces arbriſſeaux ſont nommés NOPOTOGOMOTI par les Galibis.
On a groſſi toutes les parties de la fleur qui eſt fort petite, & qui eſt repréſentée ſur les rameaux de grandeur naturelle. »

— Fusée-Aublet, 1775.